# Persone di nome Pittore/Pittori
| Questa pagina contiene informazioni ricavate automaticamente dalle voci biografiche con l'ausilio del template Bio e di un bot. L'aggiornamento è periodico e automatico e ricostruisce completamente la pagina. Se manca una persona in questa lista, sei pregato di non aggiungerla, ma accertati piuttosto che la sua voce biografica contenga il template Bio e che i dati anagrafici siano correttamente compilati. Se il template Bio manca, inseriscilo tu stesso o, in alternativa, metti l'avviso {{tmp\|Bio}} che ne segnala la mancanza. Se i dati riportati sono sbagliati, correggi direttamente la voce biografica; le modifiche saranno visibili in questa lista entro pochi giorni. Per chiarimenti vedi il progetto biografie. La lista contiene solo le 73 persone che sono citate nell'enciclopedia e per le quali è stato implementato correttamente il template Bio. Pagina aggiornata al 24 mar 2024. |

Questa è una lista di persone presenti nell'enciclopedia che hanno il prenome Pittore e sono pittori.

## P(73)
- Pittore BMN, ceramografo greco antico
- Pittore C, ceramografo ateniese
- Pittore KX, ceramografo greco antico
- Pittore Mad-Man, ceramografo greco antico
- Pittore NYN, ceramografo greco antico
- Pittore degli Inferi, ceramografo greco antico
- Pittore dei Niobidi, ceramografo greco antico
- Pittore dei cactus, ceramografo ateniese
- Pittore dei cigni, ceramografo greco antico
- Pittore dei leoni rodi, ceramografo greco antico
- Pittore dei nasi camusi, ceramografo greco antico
- Pittore dei porci, ceramografo greco antico
- Pittore del Sakkos bianco, ceramografo greco antico
- Pittore del Troilos di Taranto, ceramografo greco antico
- Pittore del canneto, ceramografo greco antico
- Pittore del dinos, ceramografo greco antico
- Pittore dell'Acropoli 606, ceramografo greco antico
- Pittore dell'Ilioupersis, ceramografo greco antico
- Pittore della Danzatrice di Berlino, ceramografo greco antico
- Pittore della Fonderia, ceramografo greco antico
- Pittore della Gorgone, ceramografo greco antico
- Pittore della Sphendone bianca, ceramografo siceliota
- Pittore della brocca degli arieti, ceramografo greco antico
- Pittore della caccia al cinghiale, ceramografo greco antico
- Pittore delle iscrizioni, ceramografo greco antico
- Pittore di Achille, ceramografo greco antico
- Pittore di Altamura, ceramografo greco antico
- Pittore di Amasis, ceramografo greco antico
- Pittore di Amykos, pittore greco
- Pittore di Analatos, ceramografo greco antico
- Pittore di Andocide, ceramografo greco antico
- Pittore di Antimene, ceramografo greco antico
- Pittore di Arkesilas, ceramografo greco antico
- Pittore di Baltimora, ceramografo greco antico
- Pittore di Bellerofonte, ceramografo greco antico
- Pittore di Berlino, ceramografo greco antico
- Pittore di Brygos, ceramografo greco antico
- Pittore di Cefalù, ceramografo siceliota
- Pittore di Cleofonte, ceramografo greco antico
- Pittore di Dario, ceramografo greco antico
- Pittore di Edimburgo, pittore greco
- Pittore di Eretria, ceramografo greco antico
- Pittore di Eucharides, ceramografo greco antico
- Pittore di Euphiletos, ceramografo greco antico
- Pittore di Gela, ceramografo greco antico
- Pittore di Heidelberg, ceramografo greco antico
- Pittore di Hirschfeld, ceramografo greco antico
- Pittore di Jena, pittore greco
- Pittore di Kleophrades, ceramografo greco antico
- Pittore di Kodros, ceramografo greco antico
- Pittore di Lipari, ceramografo siceliota
- Pittore di Lisippide, ceramografo greco antico
- Pittore di Lykourgos, ceramografo greco antico
- Pittore di Meleagro, pittore greco
- Pittore di Midia, ceramografo greco antico
- Pittore di Nausicaa, ceramografo greco antico
- Pittore di Nesso, ceramografo greco antico
- Pittore di Nikoxenos, ceramografo greco antico
- Pittore di Pan, ceramografo greco antico
- Pittore di Pentesilea, ceramografo greco antico
- Pittore di Phiale, pittore greco antico
- Pittore di Phrynos, ceramografo greco antico
- Pittore di Pisticci, ceramografo greco antico
- Pittore di Pistosseno, ceramografo greco antico
- Pittore di Polifemo, ceramografo greco antico
- Pittore di Priamo, ceramografo greco antico
- Pittore di Pronomo, ceramografo greco antico
- Pittore di Shuvalov, ceramografo greco antico
- Pittore di Siracusa 47099, ceramografo siceliota
- Pittore di Sisifo, ceramografo greco antico
- Pittore di Tarporley, ceramografo greco antico
- Pittore di Trittolemo, ceramografo greco antico
- Pittore di Varrese, ceramografo greco antico